# ویسنته کامپیلو
ویسنته کامپیلو (انگلیسی: Vicente Campillo؛ زادهٔ ۲۲ آوریل ۱۹۵۱) بازیکن فوتبال اهل اسپانیا است.